# 布莱克·格里芬
布雷克·奥斯汀·葛瑞芬（英語：Blake Austin Griffin，1989年3月16日—），出生於美國奧克拉荷馬州奧克拉荷馬城，已退役職業籃球運動員，最後效力于NBA球隊波士顿凯尔特人，場上位置為大前鋒。大學肄業於奧克拉荷馬大學。在2009年NBA選秀中，於第一輪第一順位被洛杉磯快艇用狀元籤選中。也是同年第二輪第48順位被鳳凰城太陽選中的泰勒·格里芬的弟弟。
葛瑞芬因伤导致新秀赛季推迟了一年。傷癒後於2010–11賽季中以新秀的身份進入了NBA，並以其優異表現力壓當年狀元約翰·沃爾奪下了NBA年度最佳新秀獎項，此後葛瑞芬六次入選NBA全明星賽和五次入選NBA最佳陣容，並於2011年NBA灌籃大賽獲得冠軍。
葛瑞芬球風強硬，中距離以及面框投籃命中率穩定，集劲爆的身体素质和细腻技术於一身，經常於比賽中上演勁爆灌籃。同時他也擁有著長人少見的控球技術，能夠自行將球運過中場，但在防守端上，葛瑞芬因臂展偏短限制了他的阻攻能力，因此在協防部分顯得吃力。近年來為因應聯盟小球風氣盛行的潮流，葛瑞芬也開發出了外線的能力。
根據《福布斯》，葛瑞芬是2020年年收入全球排名第41位的運動員（31,900,000美元）。
2024年4月16日，葛瑞芬在個人社群軟體宣布，將結束自己14年的球員生涯。

## 職業生涯

### 洛杉磯快艇（2009–2018）
在選秀會舉行前，由於大學戰績彪炳，格里芬一直盛傳為狀元大熱門。當時手握狀元籤的洛杉磯快艇，把他選進，並隨即視他為明日之星。由於大學時期展現出的強大的得分及搶籃板能力，所以被眾人與前輩、前快艇隊球星布兰德作比較。可惜在一場季前賽中，格里芬在一次灌籃着地時弄傷膝蓋，新秀球季隨即報廢。雖然在賽季中有多次謠傳他能提早復出，但最後他仍是缺席所有賽事。
他以新秀身份首次亮相於2010-11赛季，由於在常規賽憑出色的表現，其後更被選入NBA明星賽，亦取得了2011年NBA灌籃大賽冠軍，還奪得2011年最佳新秀。同時也是首位三日的全明星賽都有份參與（星期五新秀挑戰賽、星期六入樽大賽、星期日正賽）的球員。
在接下来的两个赛季中，克里斯·保罗加盟快艇，使球队一跃成为西区豪强，格里芬也以球队二当家身份辅佐保罗把快船队两度带入季后赛，2012-13赛季更是力压同城死敌洛杉矶湖人队成为太平洋赛区冠军。但同时，由于上场时间的压缩、战术地位的下降以及断断续续的伤病影响，加之格里芬本身的技术缺陷，他的各项数据都有所下降，不过他依旧靠着球迷的支持和专家的肯定，连续两年入选全明星首发和年度最佳阵容第二队。随着道格·里弗斯的到来，仅仅一个赛季，格里芬的各项数据均有了显著的提升，向全能方向发展。
2012年夏天，格里芬与快艇提前续约。在新的劳资协定中规定，年轻球员在执行完新秀合同后，如果符合以下条件之一：获得过1次及以上MVP、入选过2次及以上全明星首发、入选过2次及以上最佳阵容（无论第几队），都可以以一份起薪占联盟所设定的工资帽30%的大合約续约母队，因为芝加哥公牛的德里克·罗斯是当时唯一一位符合标准的球员，所以该项条款被称为罗斯条款。格里芬因此获得了一份5年9500万美元的顶薪合約，但在签订合同时他并不满足罗斯条款，不过在2012-13赛季即他新秀合同的最后一年中他成功达到了标准线，因此合同正式生效。
同年他被入选美国国家男子篮球队，这是职业生涯第一次入选国家篮球队。但是他在国家队训练中意外受伤，医生诊断为左膝半月板撕裂，需进行手术，此后需要8周左右的时间来恢复，无缘伦敦奥运会比赛，空缺由2012年选秀状元安东尼·戴维斯填補。
2013年-2014年，格里芬變了。多了中距離跳投的進攻選項，甚至連運球能力及傳球視野都有大幅度的提升，讓對手對他頭疼不已。随着最近几年道格·里弗斯的加入，他的全能身手已經使他成为現今聯盟最佳大前锋之一。在保罗缺阵期间，格里芬场均30+10+10，用实力证明了自己。身為他的好搭檔，保罗直言換作是他也守不住這頭猛獸。
葛瑞芬也因為左腿左腿四頭肌酸痛提早退出了比賽，在核磁共振檢查報告出爐，他確定缺席剩餘的賽事，宣告報銷。
葛瑞芬在第4節因傷提前退場。快艇宣布，葛瑞芬因為左膝外側副韌帶扭傷，要休息大約2個月的時間。

### 底特律活塞（2018–2021）
2018年1月29日，快艇將葛瑞芬和威利·瑞德以及布萊斯·強森一同交易至底特律活塞，以換取艾弗里·布拉德利，托比亞斯·哈里斯，博班·马里亚诺维奇以及一個受保護的2018年首轮和一个2019年次轮选秀权。三天後，葛瑞芬在活塞主場小凱薩體育館對上曼菲斯灰熊的比賽中亮相，並攻下24分、10籃板以及5助攻的「雙十」表現，幫助活塞以104-102險勝孟菲斯灰熊。成為活塞隊史自1994年格蘭特·希爾（25分、10籃板）之後第二位首次上場就拿下至少20分、10籃板的球員。
2018年3月20日，在對陣鳳凰城太陽的比賽中，他以26分、10助攻、9籃板，接近大三元表現，最終活塞以115-88獲得勝利。兩天後，在對上休士頓火箭的比賽中，以21分、10籃板、10助攻拿下大三元，但最終加時階段以96-100輸球。2018年3月26日，在對上洛杉磯湖人的比賽時，右腳踝骨瘀青，錯過了賽季最終的8場比賽。
2018年10月23日，葛瑞芬創下了生涯新高的50分，包括最後的絕殺罰球在內，以133-132在加時階段打敗費城七六人。他成為了自從2006年理察·漢彌爾頓拿下51分後，第七位在底特律活塞歷史上單人得分最高、第五位在底特律活塞歷史上得到超過50分的球員。2018年12月15日，在對上波士頓塞爾提克的比賽中得到27分，並以113-104拿下勝利。他連續九場比賽獲得20分，並成為了2008-09賽季理察·漢彌爾頓後的第一位底特律活塞球員。葛瑞芬同時也打破生涯總得分12000分的目標。兩天後，在對上密爾瓦基公鹿拿下19分、11助攻、和10個籃板，但同時有10個失誤，最終以104-107輸掉了比賽。
2019年1月12日，他在對上前東家洛杉磯快艇的比賽中拿下44分，以109-104獲得勝利。1月23日，他在他37分的比賽中，第四節獨得20分，帶領底特律活塞以98-94贏得對上新奥尔良鹈鹕的比賽。1月31日，在一場對上達拉斯獨行俠的比賽中，得到24分並以93-89拿下了比賽。他一人在1月狂得445分，打破單人單月在底特律活塞隊史上的紀錄，上一位寫下這個紀錄的球員是底特律活塞傳奇控球後衛以賽亞·湯瑪斯，在1983年3月以442分所創。
2019年2月25日，他在對上印第安納溜馬的比賽中得到20分、10籃板、10助攻，以113-109拿下比賽。4月5日，在因為左膝痠痛錯過了前三場比賽後，葛瑞芬以15投11中在前三節拿下44分，包括14投9中的三分球，可惜第四節連續投失5球，僅得1分，導致最後以110-123輸給奧克拉荷馬城雷霆。在接下來六場例行賽中因為左膝受傷，四場沒上場，也錯過了前兩場季後賽，之後進行了左膝關節手術。
2019-20賽季，傷癒歸隊的葛瑞芬錯過了開季前十場比賽，而在18場底特律活塞的比賽過後，他的左膝二度受傷，迫使他直接從2020年1月17日後賽季報銷。
2020-21賽季開始，雖然他受傷，但他仍然回到底特律活塞的先發名單中，然而比賽狀況並不佳，在20場比賽中，創下了生涯新低的平均12.3分和5.2籃板。
2021年2月15日，葛瑞芬為底特律活塞效力最後一場比賽，並尋求交易或是直接買斷合約。
2021年3月5日，底特律活塞買斷葛瑞芬的合約，正式成為一名自由球員。

### 布魯克林籃網（2021–2022）
2021年3月8日，葛瑞芬確定加入布魯克林籃網，將穿上從前未穿過的2號球衣，並與凱里·厄文、凱文·杜蘭特、詹姆斯·哈登、德安德魯·喬丹打造星光熠熠的全明星等級先發陣容。
2021年8月9日，葛瑞芬與布魯克林籃網續約一年。

### 波士頓塞爾提克（2022–2023）
2022年9月30日，葛瑞芬與波士頓塞爾提克簽下一年老將底薪合約。

## 大學數據
| 大學           | 年分    | 出賽 | 上場分鐘 | 籃板數 | 單場平均助攻次數 | 單場平均抄截 | 單場平均蓋帽 | 投籃命中率 | 罰球命中率 | 三分球命中率 |
| -------------- | ------- | ---- | -------- | ------ | ---------------- | ------------ | ------------ | ---------- | ---------- | ------------ |
| 奧克拉荷馬大學 | 2007–08 | 33   | 28.4     | 9.1    | 1.8              | 1.0          | .85          | .568       | .589       | .0           |
| 奧克拉荷馬大學 | 2008–09 | 35   | 33.3     | 14.4   | 2.3              | 1.1          | 1.2          | .646       | .590       | .375         |
| 生涯           | 生涯    | 68   | 31.4     | 11.8   | 2.1              | 1.0          | 1.05         | .618       | .589       | .300         |

## 職業生涯數據

### NBA

#### 例行賽
| 賽季     | 球隊     | GP  | GS  | MPG  | FG%  | 3P%  | FT%  | RPG  | APG | SPG | BPG | PPG  |
| -------- | -------- | --- | --- | ---- | ---- | ---- | ---- | ---- | --- | --- | --- | ---- |
| 2010–11  | LAC      | 82  | 82  | 38.0 | .506 | .292 | .642 | 12.1 | 3.8 | .8  | .5  | 22.5 |
| 2011–12  | LAC      | 66* | 66* | 36.3 | .549 | .125 | .521 | 10.9 | 3.2 | .8  | .7  | 20.7 |
| 2012–13  | LAC      | 80  | 80  | 32.5 | .538 | .179 | .660 | 8.3  | 3.7 | 1.2 | .6  | 18.0 |
| 2013–14  | LAC      | 80  | 80  | 36.1 | .528 | .273 | .715 | 9.5  | 3.9 | 1.2 | .6  | 24.1 |
| 2014–15  | LAC      | 67  | 67  | 35.2 | .502 | .400 | .728 | 7.6  | 5.3 | .9  | .5  | 21.9 |
| 2015–16  | LAC      | 35  | 35  | 33.4 | .499 | .333 | .727 | 8.4  | 4.9 | .8  | .5  | 21.4 |
| 2016–17  | LAC      | 61  | 61  | 34.0 | .493 | .336 | .760 | 8.1  | 4.9 | 1.0 | .4  | 21.6 |
| 2017–18  | LAC      | 33  | 33  | 34.5 | .441 | .342 | .785 | 7.9  | 5.4 | .9  | .3  | 22.6 |
| 2017–18  | DET      | 25  | 25  | 33.2 | .433 | .348 | .784 | 6.6  | 6.2 | .4  | .4  | 19.8 |
| 2018–19  | DET      | 75  | 75  | 35.0 | .463 | .362 | .753 | 7.5  | 5.4 | .7  | .4  | 24.5 |
| 2019–20  | DET      | 18  | 18  | 28.4 | .352 | .243 | .776 | 4.7  | 3.3 | .4  | .4  | 15.5 |
| 2020–21  | DET      | 20  | 20  | 31.3 | .365 | .315 | .710 | 5.2  | 3.9 | .7  | .1  | 12.3 |
| 2020–21  | BKN      | 26  | 10  | 21.5 | .492 | .383 | .782 | 4.7  | 2.4 | .7  | .5  | 10.0 |
| 2021–22  | BKN      | 56  | 24  | 17.1 | .425 | .262 | .724 | 4.1  | 1.9 | .5  | .3  | 6.4  |
| 2022–23  | BOS      | 41  | 16  | 13.9 | .485 | .348 | .656 | 3.8  | 1.5 | .3  | .2  | 4.1  |
| 職業生涯 | 職業生涯 | 765 | 692 | 31.9 | .493 | .328 | .696 | 8.0  | 4.0 | .8  | .5  | 19.0 |
| 明星賽   | 明星賽   | 5   | 3   | 25.0 | .750 | .375 | .500 | 5.6  | 3.0 | .8  | .2  | 19.4 |

#### 季後賽
| 賽季     | 球隊     | GP | GS | MPG  | FG%  | 3P%  | FT%   | RPG  | APG | SPG | BPG | PPG  |
| -------- | -------- | -- | -- | ---- | ---- | ---- | ----- | ---- | --- | --- | --- | ---- |
| 2012     | LAC      | 11 | 11 | 35.7 | .500 | .000 | .636  | 6.9  | 2.5 | 1.8 | .9  | 19.1 |
| 2013     | LAC      | 6  | 5  | 26.3 | .453 | —    | .808  | 5.5  | 2.5 | .0  | .8  | 13.2 |
| 2014     | LAC      | 13 | 13 | 36.8 | .498 | .143 | .740  | 7.4  | 3.8 | 1.2 | 1.1 | 23.5 |
| 2015     | LAC      | 14 | 14 | 39.8 | .511 | .143 | .717  | 12.7 | 6.1 | 1.0 | 1.0 | 25.5 |
| 2016     | LAC      | 4  | 4  | 31.8 | .377 | .500 | .760  | 8.8  | 4.0 | .8  | .5  | 15.0 |
| 2017     | LAC      | 3  | 3  | 33.1 | .490 | .667 | 1.000 | 6.0  | 2.3 | .7  | .3  | 20.3 |
| 2019     | DET      | 2  | 2  | 29.0 | .462 | .462 | 1.000 | 6.0  | 6.0 | 1.0 | .0  | 24.5 |
| 2021     | BKN      | 12 | 12 | 26.5 | .532 | .389 | .714  | 5.9  | 1.8 | .8  | .5  | 9.0  |
| 2022     | BKN      | 2  | 0  | 12.5 | .286 | .400 | 1.000 | 2.0  | 2.0 | .5  | .5  | 4.0  |
| 2023     | BOS      | 1  | 0  | 5.9  | .000 | —    | —     | 2.0  | .0  | .0  | .0  | .0   |
| 職業生涯 | 職業生涯 | 68 | 64 | 32.6 | .492 | .377 | .731  | 7.7  | 3.5 | 1.0 | .8  | 18.2 |

## 球衣号码
在NBA，他的号码是32号。在俄克拉荷马大学，由于学校规定，两兄弟不能同时穿32号，所以穿23号。